# Need for Speed: Shift
Need for Speed: Shift är ett racingspel i den långlivade TV-spelsserien Need for Speed. Spelet utannonserades i januari 2009 tillsammans med två stycken andra spel i samma serie, Need for Speed: Nitro och Need for Speed: World Online. Spelet kommer att finnas till Playstation 3, Xbox 360, Playstation Portable, Windows, Iphone och mobil i september 2009. Need for Speed: Shift, till skillnad från de andra spelen i serien, spelas på banor och likna mer en simulator.